# エドワード・モラン
エドワード・モラン（Edward Moran、1829年8月19日 - 1901年6月8日）はイギリス生まれのアメリカ合衆国の画家である。海洋画を主に描き、アメリカ合衆国の海で起こった歴史的場面などを描いた。

## 略歴
イギリス、グレーター・マンチェスターのボルトンに生まれた。両親は職布職人で、弟に風景画かとして有名になるトーマス・モラン(1829-1901)がいる。家族は1844年にアメリカに移住し、メリーランドに1年間、住んだ後、フィラデルフィアに移った。エドワード自身は一人で、いい仕事を見つけるためにボルティモアからフィラデルフィアまで徒歩で移ったという話をすることが多かったが、後に姪の話から家族が一緒にフィラデルフィアに移ったとされている。
1845年ころから、アイルランド生まれの風景画家、ジェームズ・ハミルトン(1819-c.1878)やドイツ生まれの風景画家、パウル・ヴェーバー(1823-1916)の弟子になり、ハミルトンからは海洋画を学んだ。1850年代にはフィラデルフィアの美術界では有名になり、弟のトーマスと共同でスタジオを開き、多くの絵の注文を受けるようになり、版画にして出版することもあった。1862年にイギリスのロンドンに渡り、ロイヤル・アカデミー・オブ・アーツの美術学校で学び、フィラデルフィアに戻った後、風景画家のアネット(Annette Parmentier Moran:1835–1904)と結婚した 。1872年にニューヨークにスタジオを移し、1870年代の末、パリにも住んだ。
1885年頃から、アメリカ合衆国の海事史に重要な出来事をテーマに描き始め、代表作とされる。これらアの作品はシカゴの万国博覧会で展示された。

## 作品

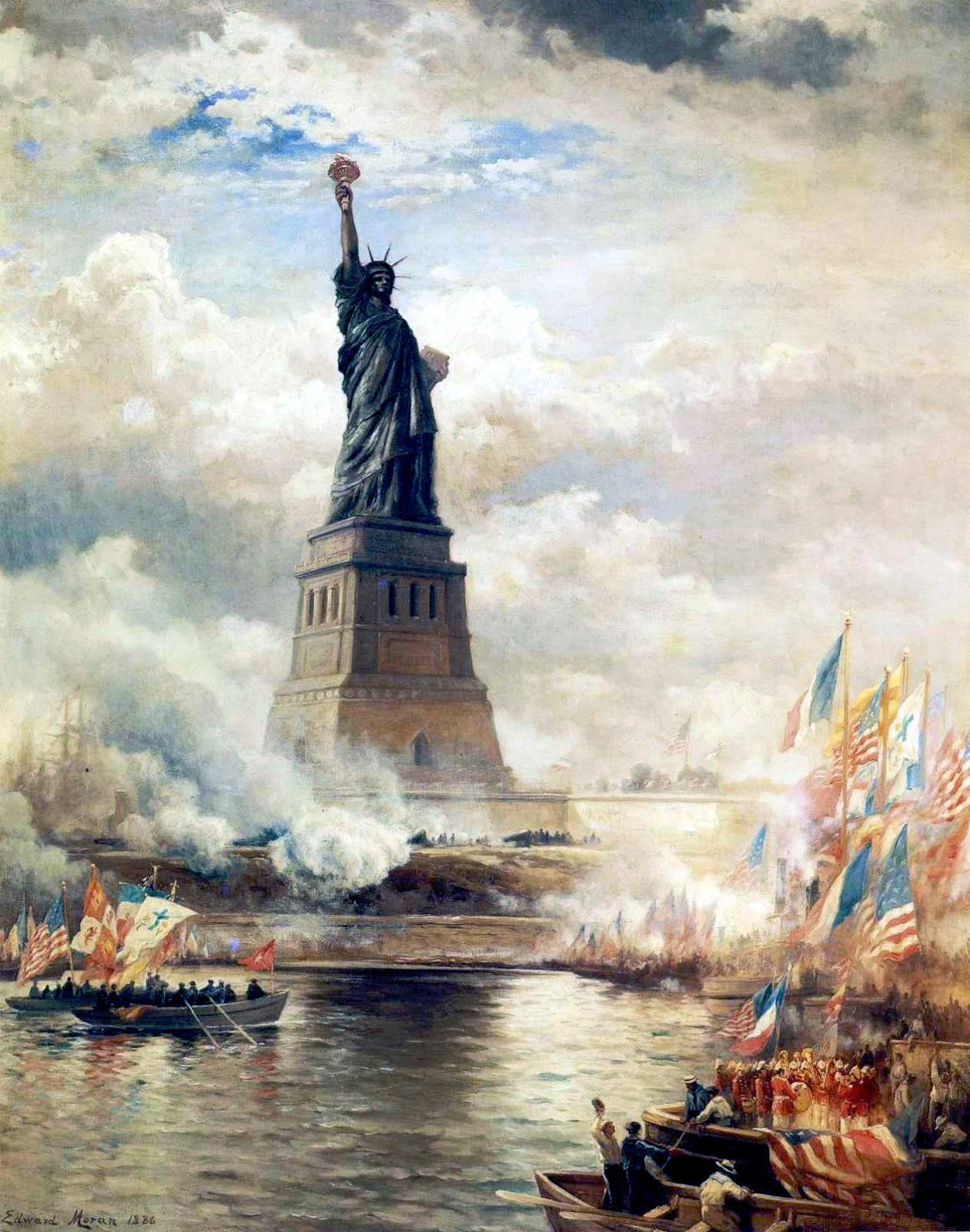
「自由の女神像の除幕式」(1886)
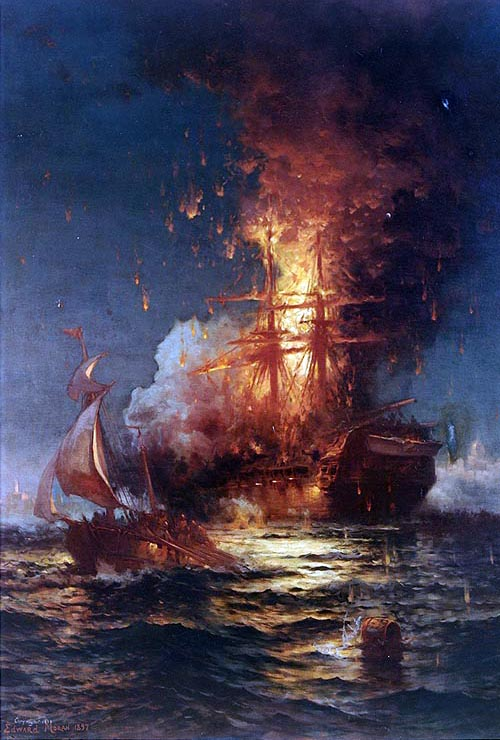
アメリカ軍人、ディケーターによる軍艦フィラデルフィア号の破壊
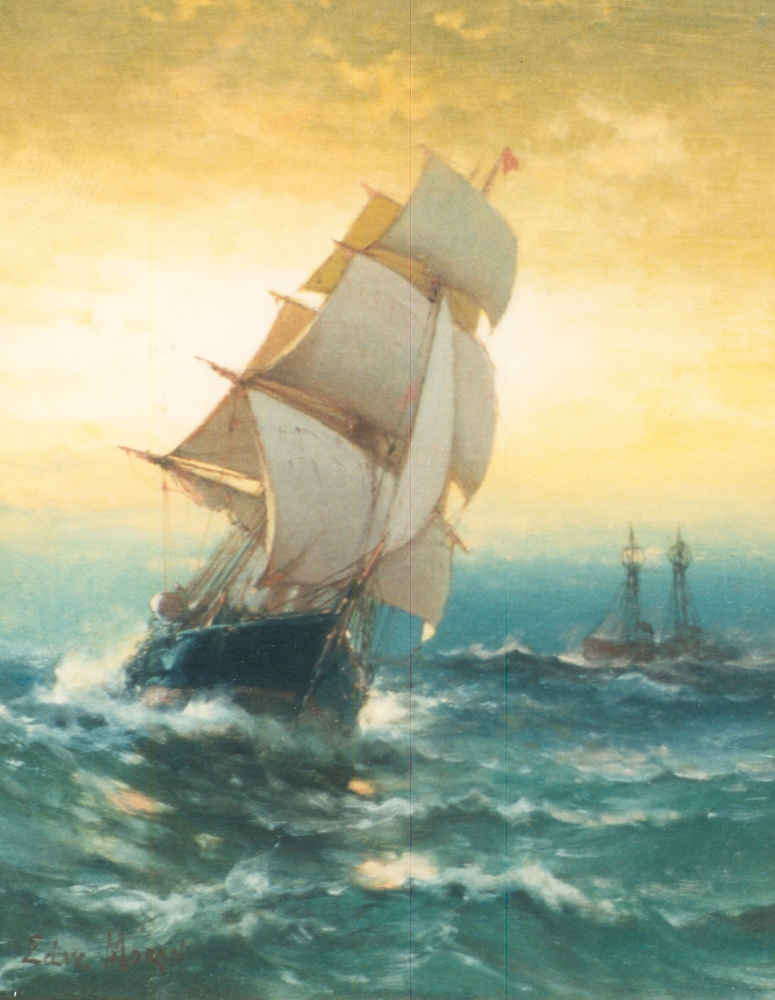
Brig off Sandy Hook (c.1870)
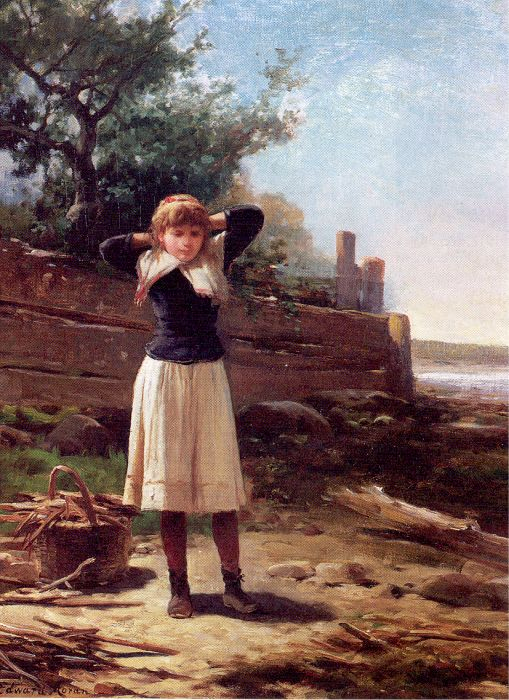
Good Morning

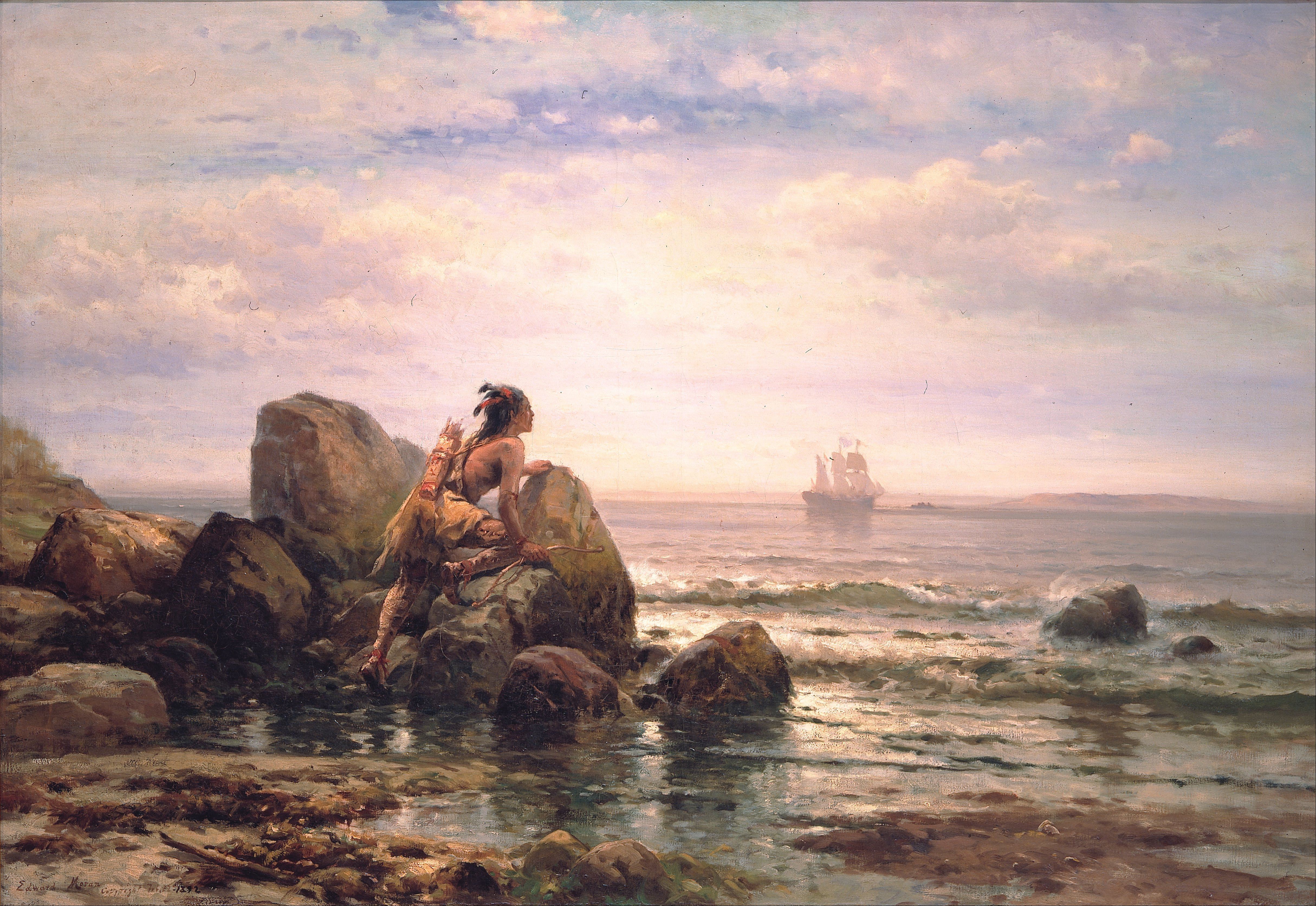
ニューヨークに入港する探検家ヘンリー・ハドソンの船
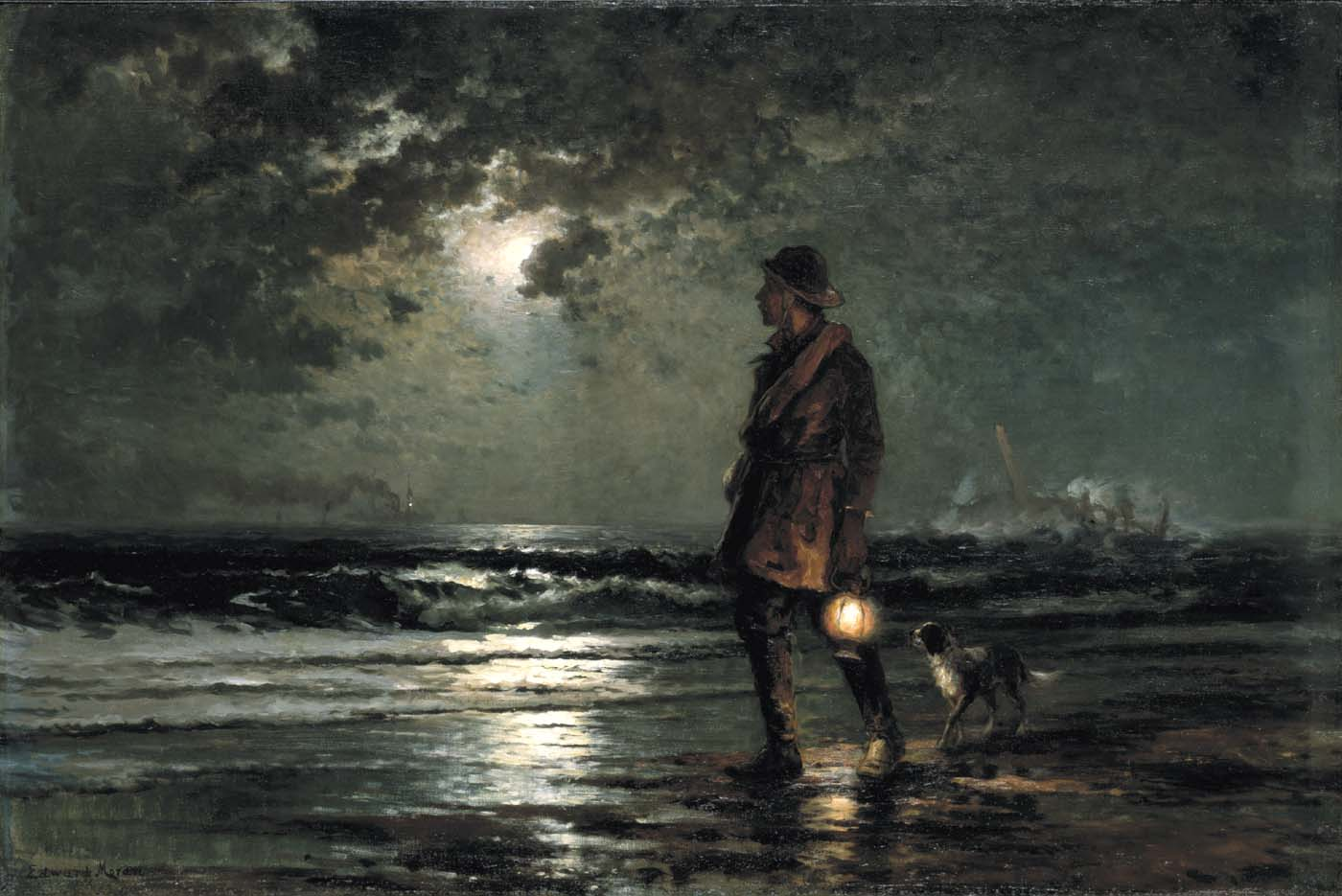
Life Saving Patrol (1893)
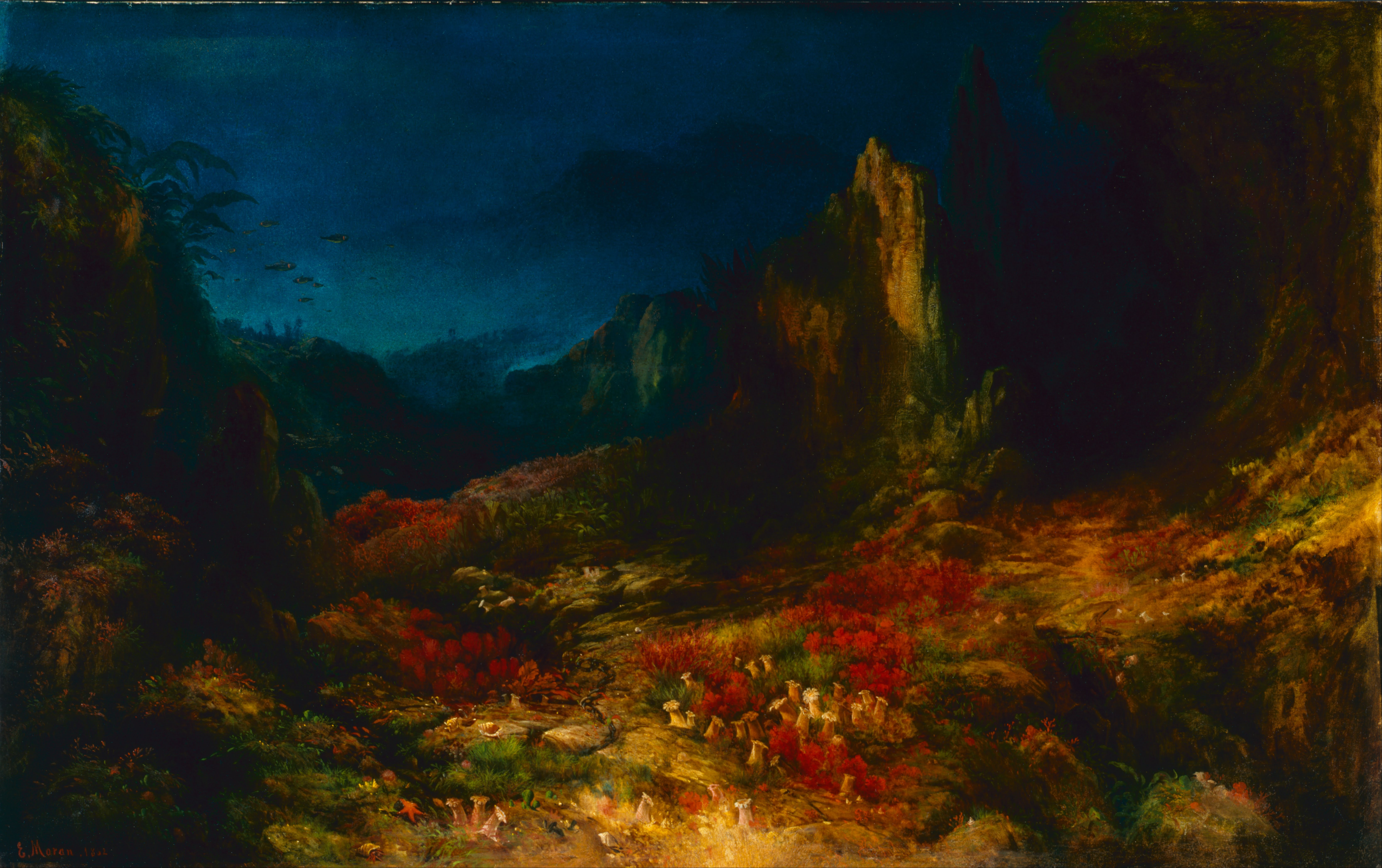
The Valley in the Sea